# Nikolaj Urvantsev
Nikolaj Nikolajevitj Urvantsev (ryska: Николай Николаевич Урванцев), född 29 januari 1893 i Lukonajov i Ryssland, död 20 februari 1985, var en sovjetisk geolog och polarforskare. 
Under ryska inbördeskriget skickades Urvantsev till ryska nordkusten med uppdraget att hitta kolfyndigheter. Vid vad som idag är Norilsk hittade han inte bara kol, utan också stora mängder nickel, kobolt och platina. Staden Norilsk växte runt gruvindustrin och har idag en befolkning på omkring 200 000.

## Karriär
1922, då Urvantsev hade befäl över en geologisk expedition, fann han lämningar efter Peter Tessem och Paul Knutsen. De båda männen var besättningsmedlemmar i Roald Amundsens expedition genom nordostpassagen 1918 när de försvann spårlöst. Urvantsev påträffade den post och de vetenskapliga underrättelser som de två norrmännen hade med sig. De värdefulla dokumenten låg övergivna på en strand vid Karahavet, nära floden Zeledejevas mynning.
Åren 1930 till 1932 deltog Urvantsev i en kartläggningsexpedition, ledd av Georgij Usjakov, till ögruppen Severnaja Zemlja. Övriga deltagare var jägaren Sergej Zjuravlev och radiooperatören Vasilij Chodov. Sedan utforskade han andra avlägsna området i Sovjetunionen, som Tajmyrhalvön och centralsibiriska platån.
1933 till 1934 skickade det nyligen grundade Glavsevmorput (Chefsdirektoratet för nordostpassagen) ångfartyget Pravda till Nordvik i den första oljeletningsexpeditionen till Nordsibirien. Detta företag leddes av Urvantsev, som reste tillsammans med sin fru Jelizaveta Ivanovna. Hon hade befäl över expeditionens sjukvårdsinrättning. 
Under stalinismen blev Urvantsev flera gånger felaktigt anklagad för sabotage. Han dömdes och tvingades tillbringa en tid i arbetslägren Norillag och Karlag. I originalpubliceringen av Usjakovs bok "По нехоженной земле" (På obetrampat land) om expeditionen till Severnaja Zemlja nämndes därför inte Urvantsev. Istället hänvisade man till honom som "vår geolog". 1954 bedömdes Urvantsev vara "rehabiliterad".
Fram till sin död var Urvantsev styrelseledare för avdelningen för arktisk geologi i Vetenskapliga forskningsinstitutet för arktisk geologi. Han erhöll titeln "professor" 1961 och tilldelades Leninorden två gånger under sitt liv.